# آرثر إليس
آرثر إليس هو محامي وسياسي كندي، ولد في 28 فبراير 1890 في أوتاوا في كندا، وتوفي بنفس المكان في 19 أكتوبر 1964. حزبياً، نشط في حزب أونتاريو المحافظ التقدمي. وقد انتخب عمدة أوتاوا ‏ (1928 – 1929) وانتخب عضو برلمان مقاطعة أونتاريو.